# Lac du Der-Chantecoq
Het Lac du Der-Chantecoq, of gewoon Lac du Der, is een kunstmatig meer in Frankrijk in de regio Grand Est. Het meer is in 1974 aangelegd om het water dat door de Marne stroomt te reguleren. De Marne mondt nabij Parijs in de Seine uit. De aanleg van het Lac du Der was nodig om ervoor te zorgen dat enerzijds het water in Parijs niet te hoog kwam en dat anderzijds er daar steeds genoeg water door de Seine stroomt. Het meer is naar de vlakte genoemd waar het in ligt, de Der, en het dorp Chantecoq, dat door het meer onder water is komen te staan. Door de aanleg van het meer verdwenen ook de dorpen Champaubert-aux-Bois en Nuisement-aux-Bois.
Stuwmeren niet meegerekend is het Lac du Der het grootste aangelegde meer in West-Europa. Saint-Dizier is de bekendste plaats in de buurt. Het meer ligt tussen de departementen Marne en Haute-Marne. Het wordt niet rechtstreeks door de Marne gevoed, maar door een 12 km lang kanaal. Het kanaal voor de afvoer naar de Marne is 20 km lang. Om het hele meer ligt een dijk.
Buiten de dijk ligt het gewone land. Plaatsen in de omgeving van het meer, achter de dijk, zijn vanaf het noorden, met de klok mee, Sainte-Marie-du-Lac-Nuisement, Éclaron-Braucourt-Sainte-Livière, Giffaumont-Champaubert, Arrigny, Larzicourt en Écollemont. Direct aan het water is er alleen bebouwing ten behoeve van de recreatie, dat gaat voor het hele meer om enkele huizen.
Hoewel het meer geschikt is voor recreatie, gebeurt dit voor een zo groot meer op beperkte schaal. Er zijn mogelijkheden voor zeilen, windsurfen, vissen, waterskiën en roeien. Over de dijk om het meer ligt over bijna de volledige lengte een fietspad.

## Vogels
Het natuurgebied van het Lac du Der strekt zich binnen de dijk uit. Verschillende factoren, zoals het diepe water en de eilandjes, maken het gebied zeer geschikt voor flora en fauna. In de lente en in de herfst verzamelen zich hier duizenden kraanvogels voor hun trek naar het noorden van Europa of juist naar zuiden. Andere vogelsoorten die in het gebied voorkomen zijn de Europese zeearend, de grote zilverreiger en verschillende soorten ganzen, eenden, duikvogels en futen.

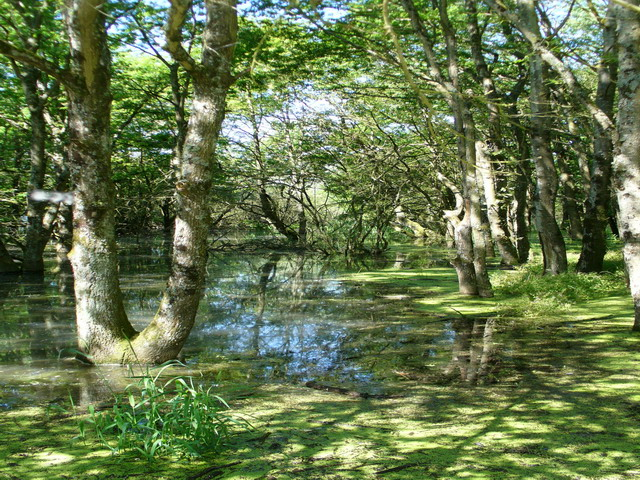
bij het Lac du Der-Chantecoq